# Antonín Kaliba
Antonín Kaliba (Praga, 19 settembre 1898 – 3 ottobre 1936) è stato un calciatore cecoslovacco, di ruolo portiere.

## Carriera

### Nazionale
Il 26 febbraio 1922 gioca contro l'Italia (1-1) la sua prima partita con la casacca della Cecoslovacchia. Totalizza 6 partite subendo 7 gol, ma tenendo inviolata la propria porta in tre occasioni. Nel 1926 ritorna nel giro della Nazionale giocando la sua sesta e ultima partita in Nazionale.

## Palmarès

### Club

#### Competizioni nazionali
- Campionato cecoslovacco: 1

Sparta Praga: 1925-1926